# Half Tree Hollow
Half Tree Hollow – miejscowość w brytyjskim terytorium zamorskim Wyspa Świętej Heleny, Wyspa Wniebowstąpienia i Tristan da Cunha, położona na Wyspie Świętej Heleny. Według danych z dnia 10 lutego 2008 roku liczy 879 mieszkańców.

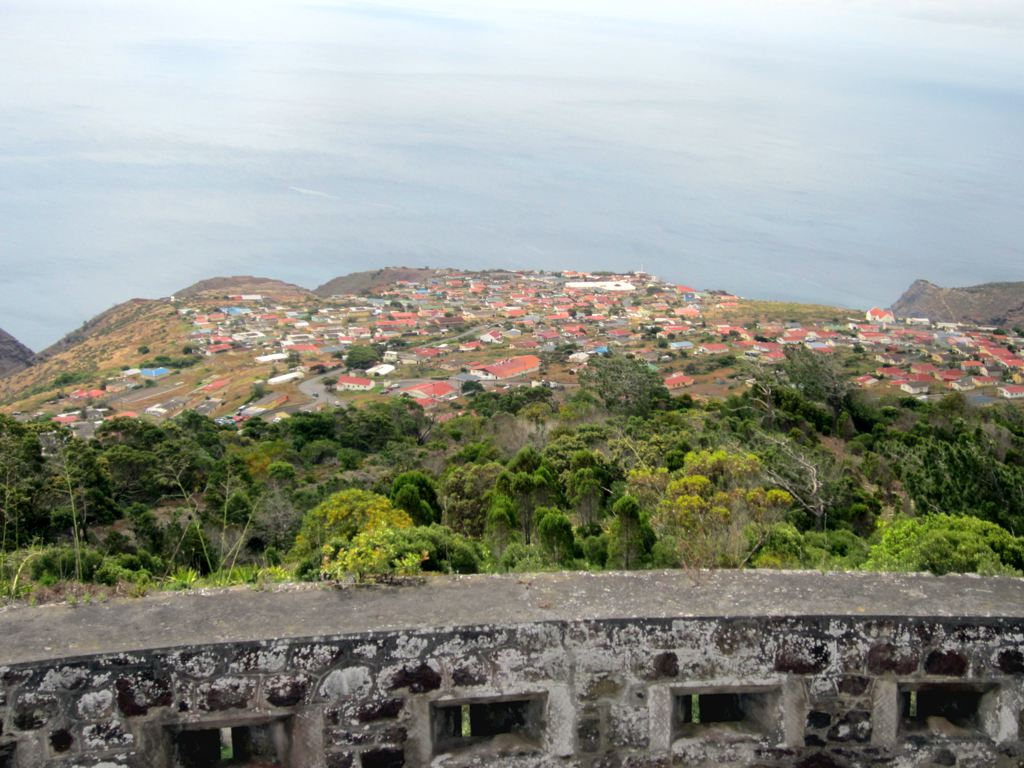
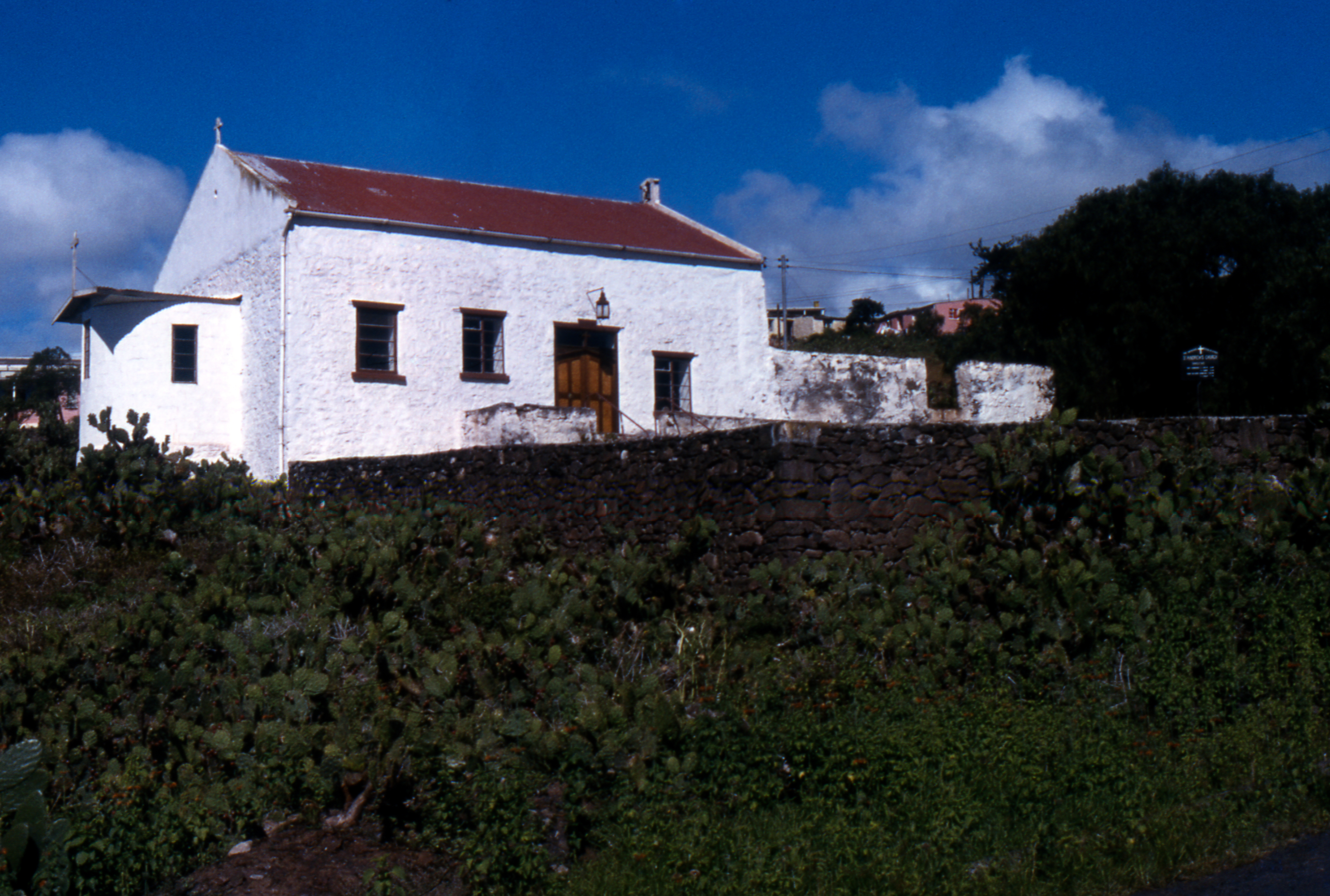